# カルタラ県
カルタラ県（カルタラけん、シンハラ語: කඵතර දිස්ත්‍රික්කය、タミル語: கள்ளுத்துறை மாவட்டம்、英語: Kalutara District）は、スリランカ西海岸の西部州に属する県。面積1,606 km²。

## 地理
カルタラ県はスリランカ西海岸のインド洋に面した平野部にあり、南北に並ぶ西部州3県の中で南側に位置する。北でコロンボ首都圏を擁するコロンボ県と、南で南部州ゴール県、東でサバラガムワ州ラトゥナプラ県と接する。県庁所在地であるカルタラは、県の南北中央西側のインド洋に面した沿岸部に位置している。

### 主要な都市及び町
- カルタラ - Urban council
- パナドゥラ - Urban council
- ベルワラ（英語版） - Urban council
- ホラナ（英語版） - Urban council

## 人口動態

### 民族
| 民族               | 人口      | %     |
| ------------------ | --------- | ----- |
| シンハラ           | 1,054,991 | 86.7% |
| スリランカ・ムーア | 112,276   | 9.2%  |
| スリランカ・タミル | 24,362    | 2.0%  |
| インド・タミル     | 23,611    | 1.9%  |
| バーガー           | 968       | 0.1%  |
| スリランカ・マレー | 597       | 0.0%  |
| その他             | 455       | 0.0%  |

### 宗教
| 宗教               | 人口      | %     |
| ------------------ | --------- | ----- |
| 仏教               | 1,016,632 | 83.5% |
| イスラム教         | 114,422   | 9.4%  |
| ヒンドゥー教       | 39,773    | 3.3%  |
| カトリック         | 38,080    | 3.1%  |
| その他のキリスト教 | 8,029     | 0.7%  |
| その他             | 324       | 0.0%  |